# Édelmire
Édelmire est un prénom féminin d'origine germanique (en allemand : Edelmire ; en espagnol : Edelmira), provenant du prénom Adelmar formé d'après adal (noble) et mar (peuple, tribu). Il a été masculinisé à travers le temps : on trouve en Espagne quelques Edelmiro. 
- Variantes françaises : Adelmire, Delmire.

- Variantes espagnoles, italiennes, portugaises et slaves : Adalmara, Adalmira, Adelmara, Adelmira, Aldemara, Aldemira, Dalmara, Dalmira, Delmara, Delmira, Edelmara.

Saint patron : saint Aldemar le Sage († vers 1080), fête le 24 mars.
Ce prénom est porté par Édelmire de Bourbon ou Edelmira Barreira.
En espagnol il fut porté par :
- Edelmira Sampedro y Robato (1906-1994), Cubaine qui épousa en 1933 Alphonse de Bourbon (1907-1938).
- Edelmira Robato y Turro, mère de la précédente.